# Stigmatomma santschii
Stigmatomma santschii is een mierensoort uit de onderfamilie van de Amblyoponinae. De wetenschappelijke naam van de soort is voor het eerst geldig gepubliceerd in 1922 door Menozzi.